# Heart's on Fire
«Heart's on Fire»  es una canción del cantautor británico Passenger. La canción fue lanzada como descarga digital el 14 de abril de 2014 en el Reino Unido, como el segundo sencillo de su quinto álbum de estudio, Whispers (2014). La canción fue escrita por Michael David Rosenberg.

## Antecedentes
Hablando con Digital Spy sobre la canción, dijo, "Heart's on Fire" es una canción nostálgica. Se trata de cuando se pasa tiempo con alguien que no es correcto, a pesar de que la persona pudiera serlo. Y aunque no estás con esa persona en el momento, puede ser que en el futuro la relación tenga más sentido ".

## Video musical
Un vídeo musical para acompañar el lanzamiento de "Heart's on Fire" fue lanzado por primera vez en YouTube el 14 de abril de 2014 con una longitud total de tres minutos y cuarenta y seis segundos. El video muestra a Mike caminando por un bosque. El video fue dirigido, filmado y editado por Jarrad Seng.

## Lista de canciones
| Descarga digital |                   |          |  |
| N.º              | Título            | Duración |  |
| 1.               | «Heart's on Fire» | 4:13     |  |

## Rendimiento en listas

### Semanales
| Lista (2014)                                | Mejor posición |
| ------------------------------------------- | -------------- |
| Australia (ARIA)                            | 26             |
| Bélgica (Flandes) (Ultratip Bubbling Under) | 23             |
| Bélgica (Valonia) (Ultratip Bubbling Under) | 33             |
| Canadá (Canadian Hot 100)                   | 83             |
| Irlanda (IRMA)                              | 58             |
| Países Bajos (Mega Single Top 100)          | 85             |
| Reino Unido (UK Singles Chart)              | 63             |

## Historial de lanzamientos
| Región      | Fecha               | Formato          | Discográfica |
| ----------- | ------------------- | ---------------- | ------------ |
| Reino Unido | 14 de abril de 2014 | Descarga digital | Black Crow   |